# Max Ingrand
Maurice Ernest Ingrand (* 20. Dezember 1908 in Bressuire, Département Deux-Sèvres; † 25. August 1969 in Paris) war ein französischer Glasmaler und Designer. Er schuf Kirchenfenster und entwarf  Mobiliar, Fenster und Glasgravuren für Privathäuser, Bürogebäude, Theater und Restaurants. Er arbeitete für die Compagnie Générale Transatlantique, für deren Kreuzfahrtschiffe er Innendekorationen entwarf.

## Leben
Max Ingrand wurde 1908 in Bressuire im Département Deux-Sèvres geboren. Er war das älteste von drei Kindern eines Angestellten der französischen Eisenbahngesellschaft. Als der Vater ins Département Eure-et-Loir versetzt wurde, ließ sich die Familie in Chartres nieder. Dort entdeckte Max Ingrand die Fenster der Kathedrale Notre-Dame, die seine Begeisterung für die Glasmalerei weckten.
1925 schrieb sich Max Ingrand in Paris in die École nationale supérieure des arts décoratifs de Paris (Hochschule für angewandte Kunst) ein und bezog ein Zimmer im 18. Arrondissement, in der Rue Beliard Nr. 19. Neben seinem Studium arbeitete er als Auslieferer für das Pariser Kaufhaus La Samaritaine. 1927 trat er als Glasmaler in die Werkstatt von Jacques Grüber (1870–1936) ein, eines Schülers von Gustave Moreau und Mitbegründer der École de Nancy. In dieser Zeit experimentierte Max Ingrand mit dem Ätzen von Glas mit Fluorwasserstoffsäure und der  Sandstrahltechnik. 1928 soll er Kurse bei dem Architekten Charles Lemaresquier besucht haben. Sein Name ist allerdings nicht in den Einschreibungsregistern belegt.
1931 heiratete er Paulette Rouquié (1910–1997), die 1930 an der École nationale supérieure des arts décoratifs de Paris ihr Studium abgeschlossen und mit der Max Ingrand bereits verschiedene Projekte realisiert hatte. Sie ließen sich in der Rue de la Cité Universitaire Nr. 3 nieder, in einem Künstler- und Handwerkerviertel im 14. Arrondissement. Im gleichen Jahr gründete Max Ingrand mit den beiden Glasmalern Émile Schwartz und Paul Demane die Firma Studium, die auf die Herstellung künstlerisch gestalteter Glasfenster und Glasgravuren spezialisiert war und deren Werkstatt sich in der Rue de l’Amiral-Mouchez befand. Max Ingrand und seine Frau widmeten sich der Glasgravur und signierten ihre Arbeiten Paule et Max Ingrand. Auf dem 21. Salon des Artistes Décorateurs (Kunsthandwerksmesse) 1931 stellten sie zum ersten Mal ihre Werke aus. Der Ausstellung folgte der Auftrag für eine Glasgravur für das Büro des Bürgermeisters im Rathaus von Puteaux.
Nach der Auflösung von Studium gründeten Max Ingrand und Émile Schwartz eine neue Firma, deren Werkstatt sie in der Passage Tenaille Nr. 8, in der Nähe des Friedhofs Montparnasse, einrichteten. Nach der Trennung von seinem Kompagnon 1935 behielt Max Ingrand diese Werkstatt, in der er bis zu seinem Tod 1969 arbeitete.
Die ersten Glasfenster von Max Ingrand waren kleinere Aufträge für Profanbauten. Seinen ersten Kirchenfenster fertigte er für die Kirche Sainte-Agnès in Maisons-Alfort, die im Zuge der Kirchenbaukampagne des Kardinals Jean Verdier (1864–1940) in den 1930er Jahren von den Architekten Marc Brillaud de Laujardière und Raymond Puthomme errichtet wurde.
1937 beteiligte sich Max Ingrand am Entwurf von Glasfenstern für die Kathedrale Notre Dame in Paris. Trotz heftiger Proteste wurden die Fenster eingebaut. Um sie vor Kriegszerstörung zu bewahren, baute man sie ein Jahr darauf – wie die anderen Fenster von Notre-Dame – aus. Sie wurden nach dem Zweiten Weltkrieg nicht wieder eingesetzt.
1939 wurde Max Ingrand zum Militärdienst eingezogen. Im Mai 1940 geriet er bei Hoyerswerda in Gefangenschaft, aus der er 1945 zurückkehrte. Nach seiner Trennung von seiner ersten Frau heiratete er 1946 Marie-Alberte Madre-Rey, mit der er zwei Kinder hatte.
Von 1954 bis 1967 war Max Ingrand künstlerischer Direktor der Fontana Arte, eines von dem Architekten Gio Ponti 1932 in Mailand gegründeten Unternehmens, das auf die Herstellung hochwertiger Glasprodukte wie Leuchten, Mobiliar und Accessoires aus Glas spezialisiert war. Fontana Arte war ein Tochterunternehmen von Luigi Fontana, mit dem Max Ingrand bereits bei der Anfertigung von Glasfenstern zusammengearbeitet hatte. Ab 1967 übernahm Gio Ponti wieder selbst die Leitung von Fontana Arte.
1967 wurde Max Ingrand zum Vizepräsidenten der Association Française de l’Éclairage gewählt, 1968 wurde er deren Präsident. Im gleichen Jahr gründete Max Ingrand – mit der Compagnie de Saint-Gobain und der Compagnie des Lampes Mazda als Teilhaber – die Firma Verre Lumière, für die er in der Rue du Faubourg Saint-Honoré/Ecke Boulevard Haussmann eine Galerie eröffnete. Verre Lumière war einer der ersten Hersteller von Halogenleuchten. Nach dem Tod von Max Ingrand wurde die Firma von Mazda übernommen, die sie bis 1990 weiterführte.
1969 starb Max Ingrand im Hôpital américain de Paris in Neuilly-sur-Seine an den Folgen einer Grippeerkrankung. Er wurde auf dem Friedhof von Martel in der Nähe des Schlosses Grande Roque, seines letzten Wohnsitzes, beigesetzt.

## Werke (Auswahl)
- 1933: Glasfenster der Kirche Sainte-Agnès in Maisons-Alfort
- 1934: Glasfenster der Kirche Saint-Nicaise in Rouen
- 1935: Mitarbeit an den Obergadenfenster der Kathedrale Notre Dame in Paris
  - Glasfriese für den Passagierdampfer Normandie
  - Decke des Theaters des ehemaligen 
Bukarester Königsschlosses
  - Speisesaal des Hotels Taj Mahal in Bombay
  - La voie lactée („Die Milchstraße“), Glasdecke in der Villa Empain in Brüssel, gemeinsam mit Paule Ingrand[1]
- 1937: Fresko für die Bourse du Travail (Gewerkschaftshaus) in Lille
  - Türen des Musée d’art moderne de la Ville de Paris in Zusammenarbeit mit Raymond Subes
  - Dekor für das Théâtre national de Chaillot im Palais de Chaillot in Paris
- 1946: Glasfenster der Kirche Sainte-Marguerite in Quincampoix im Département Seine-Maritime
- 1947: Glasfenster der Kathedrale Saint-Gatien in Tours
- 1949: Glasfenster der Kirche Saint-Pierre in Yvetot (Fenster von über 1.000 m²)
- 1951: Brunnen der Place du Rond-Point an der Avenue des Champs-Élysées in Paris
- 1952: Glasfenster der Kapelle Saint-Hubert im Schloss Amboise im Département Indre-et-Loire
  - Drei Glasfenster der Kirche Saint-Martin in Donges im Département Loire-Atlantique
  - Vierzig Glasfenster der Kirche Saint-Étienne in La Malbaie in Kanada
  - Glasfenster der Kapelle des Grand-Séminaire (Priesterseminar) in Rennes
  - Glasfenster der Kathedrale von São Paulo in Brasilien
- 1953: Glasfenster der Kirche des Jakobinerkonvents in Toulouse
- 1954: Glasfenster der Kirche Saint-Pierre de Montmartre in Paris
  - Drei Glasfenster der Basilika Saint-Denys in Argenteuil
- 1955: Bau und Innendekoration des Wohnhauses des Künstlers im ehemaligen Parc de Montebello in der Nähe der Avenue de Madrid in Neuilly-sur-Seine
- 1956: Europafenster in der Apsis des Straßburger Münsters[2]
  - Glasfenster der Kirche Saint-Désir in Lisieux
- 1957: Glasfenster in der Kirche Saint-Vincent in Les Baux-de-Provence. Diese wurden 1960 an den Fürsten Rainier III. von Monaco verkauft, der sie der Kirchengemeinde zur Verfügung stellte. 1962 wurden die Fenster in das Gotteshaus eingebaut.[3]
  - Glasfenster Weltenrichter am Taufbecken der St.-Ansgarii-Kirche in Bremen[4]
- 1958: Drei Glasfenster der Kathedrale Saint-Pierre in Beauvais
  - Glasfenster der Kirche Saint-Georges in Notre-Dame-de-Gravenchon im Département Seine-Maritime
- 1960: Mobiliar und Glasfenster in der Eingangshalle des Firmensitzes von Saint-Gobain in Neuilly-sur-Seine
  - Schwimmbad der ersten Klasse des Kreuzfahrtschiffes Norway
  - Glasfenster der Kirche Sainte-Bernadette in Levallois-Perret
- 1962: Leuchten und Brunnen für den Palast des tunesischen Präsidenten Habib Bourguiba
  - Arbeiten für die drei Auditorien des Maison de Radio France in Paris, für das Hochhaus Total in La Défense und das Centre d’essais de l’énergie atomique
- 1965: Glasfenster der Kathedrale von Lille
- 1966: Dekoration des Firmensitzes von Peugeot in der Avenue de la Grande Armée in Paris
  - Restauration und Dekoration des Schlosses La Roque in Montvalent im Département Lot
  - Glasfenster der Friedenskirche (Ansbach)
- 1967: Glasfenster des Pavillons der Europäischen Gemeinschaft für die Weltausstellung in Montreal
  - Glasfenster der Kapelle Tous-les-Saints in Bobigny